# 15476 Narendra
15476 Narendra este o planetă minoră (asteroid), cu un diametru de 2,514 km, din centura de asteroizi. A fost descoperită pe 18 ianuarie 1999 la Experimental Test Site⁠(d) de Lincoln Near-Earth Asteroid Research. 
Obiectul prezintă o orbită caracterizată de o semiaxă mare de 2,2887463 UAi, o excentricitate de 0,1, o înclinație de 6,84818 ° în raport cu ecliptica.